# Ballarat
Ballarat este un oraș care avea în 2006 circa 86.000 de locuitori. El se află la altitudinea de 441 m deasupra n.m., fiind situat la 120 km nord-vest de Melbourne în statul Victoria (Australia). Ballarat este al treilea oraș ca mărime din Victoria. Denumirea de Ballarat provine din limba aborigenilor și ar însemna „loc de campare”. Pe la mijlocul secolului al XIX-lea, orașul era un centru al regiunii pentru căutătorii de aur. Introducerea obligatorie a obținerii unei licențe a dus la o răzvrătire, fiind împușcați 22 de căutători de aur, dar legea a fost abrogată. Aici a fost găsită cea mai mare pepită de aur; ea cântărea 62,85 kg. În oraș se află o universitate. La Jocurile Olimpice de vară din 1956 ce s-au desfășurat la Melbourne, întrecerile nautice au avut loc pe Lacul Wendouree, care se află în apropierea orașului.

## Personalități marcante
- Frank Fenner (1914-2010), microbiolog